# Racconti matematici
Racconti matematici è un'antologia curata da Claudio Bartocci che raccoglie racconti di vari autori sul tema della matematica.

## Elenco titoli
- Il libro di sabbia (El libro de arena, 1975), di Jorge Luis Borges, traduzione di Ilide Carmignani
- Nove volte sette (The Feeling of Power, 1958), di Isaac Asimov, traduzione di Carlo Fruttero
- Quanto scommettiamo, di Italo Calvino
- L'hotel straordinario, o il milleunesimo viaggio di Ion il Tranquillo (The Extraordinary Hotel, 1968), di Stanisław Lem, traduzione di Fabiano Massimi
- La trama celeste (La trama celeste, 1948), di Adolfo Bioy Casares, traduzione di Glauco Felici
- Eupompo diede lustro all'Arte mediante i Numeri (Eupompo said splendor to the Art with the Numbers), di Aldous Huxley
- Esame dell'opera di Herbert Quain (Examen de la obra de Herbert Quain, 1941), di Jorge Luis Borges, traduzione di Ilide Carmignani
- I sette messaggeri (1942), di Dino Buzzati
- Continuità dei parchi (Continuidad de los parques, 1954), di Julio Cortázar, traduzione di Flaviarosa Nicoletti Rossini
- Geometria solida (Solid Geometry, 1975), di Ian McEwan, traduzione di Stefania Bertola
- La quadratura del cerchio (Squaring the Cirlce, 1935), di O. Henry, traduzione di Giorgio Manganelli
- La Biblioteca Universale (Die Universalbibliothek, 1904), di Kurd Laßwitz, traduzione di Fabiano Massimi
- Il conte di Montecristo, di Italo Calvino
- La casa nuova (... And He Built a Crooked House, 1941), di Robert Heinlein, traduzione di Giorgio Monicelli
- Fuga, di Daniele Del Giudice
- Riflusso (Refluxo, 1978), di José Saramago, traduzione di Rita Desti
- Ragazzo, di Dario Voltolini
- Naturalmente (Naturally, 1954), di Fredric Brown, traduzione di Giuseppe Lippi
- Tennis, trigonometria e tornado (Tennis, Trigonometry, Tornadoes, 1997), di David Foster Wallace
- Pitagora (1975), di Umberto Eco
- La morte di Archimede, di Karel Čapek, traduzione di Luisa De Nardis
- Paolo Uccello (Paolo Uccello, peintre, 1896), di Marcel Schwob, traduzione di Fleur Jaeggy
- Un Hugo geometra (1950), di Raymond Queneau, traduzione di Giovanni Bogliolo
- John von Neumann 1903-1957, di Hans Magnus Enzensberger, traduzione di Anna Maria Carpi
- Breve ritratto di Alan Turing (1995), di Emmanuel Carrère, traduzione di Maurizia Balmelli
- L'uomo matematico (1913), di Robert Musil, traduzione di Andrea Casalegno.

## Edizioni
- Racconti matematici, a cura di Claudio Bartocci, Einaudi, 2006,  p. 334, ISBN 978-88-06-18321-9.